# Universe Sandbox
Universe Sandbox è un videogioco e software educativo che consente di vedere gli effetti della gravità e del tempo sui corpi celesti ed eseguire simulazioni su scale differenti (Sistema Solare, galassie o con focus su lune, pianeti, asteroidi, comete e buchi neri).
La versione originale di Universe Sandbox era disponibile solo per i pc con MS Windows come sistema operativo, ma una versione aggiornata, Universe Sandbox ², è stata pubblicata nel 2017 per consentirne l'esecuzione anche per utenti MacOs e Linux.
Dan Dixon si è occupato della progettazione originaria di Universe Sandbox, pubblicandone la prima versione a maggio del 2008.
Dixon segue a tempo pieno il progetto dal 2010, dopo aver fondato la società Giant Army l'anno seguente e assumendo da allora altri otto designer in azienda.

## Tipi di simulazione
Universe Sandbox consente simulazioni sia di tipo realistico che di tipo immaginario, prevedendo che ogni area dello spazio esterno sia posizionata secondo impostazione predefinita dal programma oppure in base alle preferenze del giocatore. Le simulazioni realistiche includono il Sistema Solare con i suoi otto pianeti, i cinque pianeti nani, le oltre 160 lune attualmente censite nonché centinaia di asteroidi.
Il gioco prevede eventi futuri anche molto lontani nel tempo, come la collisione intergalattica tra Andromeda e la Via Lattea che si verificherà in un periodo di circa 4 miliardi di anni. Durante il gioco, il giocatore può essere trasportato nelle regioni che includono i 100 corpi più grandi del Sistema Solare, le 1000 stelle più vicine al Sole o le 70 galassie più prossime alla Via Lattea. È possibile avere un confronto tra le dimensioni visive delle più grandi stelle e i pianeti conosciuti, oppure osservare animazioni in tempo reale di eventi reali come il transito dell'asteroide Apophis (in avvicinamento alla Terra durante l'anno 2029). Le comete possono essere osservate mentre si scontrano con i pianeti, come la collisione di Shoemaker-Levy 9 con Giove. È altresì prevista la simulazione di convergenza da luna a pianeta, potendo influenzare l'atmosfera o i minerali del pianeta intorno a cui gravitano. Sono anche tracciati gli itinerari delle sonde Pioneer e Voyager nei loro incontri con Giove, Saturno, Urano e Nettuno. Anche i punti di Lagrange della Terra e della Luna vengono rappresentati con precisione, stesso discorso per quelli riferiti alla nostra galassia e al sistema stellare. Si possono trovare le posizioni di lampi gamma, che si trovano in galassie distanti. Le supernova possono essere mostrate in tempo reale.

## Accoglienza
Duncan Geere di PC Gamer UK ha dato 84/100 come voto al videogame, mentre Jules di Wired ha invece dichiarato come Universe Sandbox sia estremamente affascinante, grazie alla presenza della gravità che lo caratterizza, a differenza della maggior parte dei software di astronomia ad esso precedenti (dove si tende a mostrare solo come appare il cielo o dove sono i pianeti).

## Universe Sandbox ²
Il gruppo di lavoro ha iniziato la riscrittura completa del gioco nel 2014.
Alcune delle nuove funzionalità includono atmosfere visibili sui pianeti, texture dinamiche e generate proceduralmente sia sulle stelle che sui giganti gassosi, una evoluzione nel sistema di collisioni per conferire maggiore realismo, mappe 3D in modalità cartografica, accurata simulazione dell'evoluzione stellare, dettagli fini delle particelle negli anelli planetari, visualizzazione dei buchi neri, simulazione di oggetti fluidi come nuvole di gas, nebulose e dischi protoplanetari, collisioni tra pianeti e molto altro. Il team ha mostrato molte di queste funzionalità alla conferenza Unite 2012. Inoltre, a partire dal 15 novembre 2018 è stata aggiunta la funzione per condividere le proprie simulazioni tramite la piattaforma Steam Workshop. Sono possibili anche simulazioni come lo schianto dell'ipotetico Pianeta X sulla Terra, Venere e Marte.